# Mélès (rivière)
Le Mélès, en grec Μέλης, est une petite rivière de Lydie et d’Ionie. Elle venait des environs du mont Sipyle et tombait dans le golfe de Smyrne à Izmir. 
On faisait naître Homère sur ses bords, d’où, le nom de Mélésigène donné au poète par les anciens.

## Source
« Mélès (rivière) », dans Pierre Larousse, Grand dictionnaire universel du XIXe siècle, Paris, Administration du grand dictionnaire universel, 15 vol., 1863-1890 [détail des éditions].